# Geodia imperfecta
Geodia imperfecta är en svampdjursart som först beskrevs av James Scott Bowerbank 1874.  Geodia imperfecta ingår i släktet Geodia och familjen Geodiidae.
Artens utbredningsområde är havet kring Fiji. Inga underarter finns listade i Catalogue of Life.